# Zalewka
Zalewka – metoda korygowania błędów pasowania powstających podczas druku. Jeśli dwa obiekty są drukowane na różnych zespołach maszyny drukarskiej i mają ściśle przylegać do siebie, wówczas istnieje niebezpieczeństwo, że na skutek błędów w pasowaniu pojawi się między nimi przestrzeń (np. będzie widoczny biały papier, na którym wykonywany jest druk). Aby temu zapobiec obiekty powiększa się o 0,3-1 punkt typograficzny. Powstaje wówczas wspólny obszar, co jest praktycznie niedostrzegalne dla oka. 
Zalewki wykonuje się na etapie komputerowego przygotowania do druku. Jeśli obszar obiektu jest powiększany, wówczas mamy do czynienia z nadlewkami. Czasem wykonanie nadlewki byłoby ze szkodą dla szczegółów obiektu i wówczas wspólny obszar między obiektami tworzony jest kosztem pomniejszenia jednego z obiektów, a taki rodzaj zalewki nosi nazwę podlewki. 
Zalewki stosuje się przeważnie w pracach kreskowych (rysunek, grafika, tekst) czyli w pracach niebędących reprodukcjami zdjęć. Spotkać je można w druku etykiet czy opakowań. Fleksografia i sitodruk jest bardziej podatny na błędy pasowania niż technika offsetowa. W tej drugiej technice naddrukowanie czarnym lub ciemnym obrysem powinno być co najmniej jednopunktowe, a w przypadku słabo naciągniętych sit, niskiej klasy sprzętu do ich naświetlania czy niedostatecznej jakości formy kopiowej nawet 2-3 punktowe.